# Invasion (TV-serie)
Invasion är en amerikansk science fiction/thriller TV-serie som handlar om hur en småstad blir invaderad av Body Snatchers-liknande varelser. Serien skapades 2005 av Shaun Cassidy, även känd för att ha skapat serien American Gothic. Eddie Cibrian spelar huvudrollen som Russel Varon. I Sverige sändes serien på Kanal 5 med start den 1 februari, 2006.

## Handling
Serien inleds med att en storm drabbar den lilla staden Homestead i södra Florida. Dagen därpå hittas de som varit utomhus under stormen nakna runt en sjö i närheten, med åtskilliga timmars total minnesförlust. Däremot visar de inga omedelbara tecken på kroppsliga skador. 

Under ett par dagar efter stormen börjar de som var utomhus visa ett gradvis förändrat beteende, med tydlig tendens till grubblerier. De har en mycket speciell relation till vatten, bland annat kan de hålla andan väldigt mycket längre än vad som brukar anses normalt för människor. I några fall upplever dessutom anhöriga att de luktar annorlunda än före stormen.

Alla kroppsliga och mentala förändringar gör att de som varit ute i stormen (och i kontakt med varelserna) börjar kallas "hybrider", alldeles särskilt av de som själva var inomhus.

## Avsnitt
| Avsnitt | Titel                 | Sändningsdatum (Sverige) |
| ------- | --------------------- | ------------------------ |
| 1       | Pilot                 | 1 februari, 2006         |
| 2       | Lights Out            | 8 februari, 2006         |
| 3       | Watershed             | 15 februari, 2006        |
| 4       | Alpha Male            | 22 februari, 2006        |
| 5       | Unnatural Selection   | 1 mars, 2006             |
| 6       | The Hunt              | 8 mars, 2006             |
| 7       | The Fish Story        | 15 mars, 2006            |
| 8       | The Cradle            | 22 mars, 2006            |
| 9       | The Dredge            | 29 mars, 2006            |
| 10      | Origin of Species     | 5 april, 2006            |
| 11      | Us or Them            | 12 april, 2006           |
| 12      | Power                 | 19 april, 2006           |
| 13      | Redemption            | 19 november, 2006        |
| 14      | All God's Creatures   |                          |
| 15      | The Nest              |                          |
| 16      | The Fittest           |                          |
| 17      | The Key               |                          |
| 18      | Re-Evolution          |                          |
| 19      | The Son Also Rises    |                          |
| 20      | Run and Gun           |                          |
| 21      | Round Up              |                          |
| 22      | The Last Wave Goodbye |                          |